# Droga wojewódzka 735
Die Droga wojewódzka 735 (DW 735) ist eine einen Kilometer lange Droga wojewódzka (Woiwodschaftsstraße) in der polnischen Woiwodschaft Masowien, die in Ożarów Mazowiecki eine Anschlussstraße an die Droga krajowa 92 ist. Die Strecke liegt im Powiat Warszawski Zachodni.

## Streckenverlauf
Woiwodschaft Masowien, Powiat Warszawski Zachodni
-  Ożarów Mazowiecki (DK 92, DW 701, DW 718)